# A Letter Home
A Letter Home je třicátéčtvrté sólové studiové album kanadského hudebníka Neila Younga, vydané v dubnu 2014 pouze na gramofonové desce u vydavatelství Third Man Records; o měsíc později vyšlo album v rozšířené verzi také na CD. Stejně jako na albu Americana, které Young nahrál v roce 2012 za doprovodu skupiny Crazy Horse, se na albu nachází výhradně coververze písní jiných autorů; vedle jedenácti takových písní je zde úvod nazvaný „A Letter Home Intro“, jehož autorem je sám Young.

## Historie
Young se o albu poprvé zmínil v lednu 2014 v rozhovoru pro časopis Rolling Stone, kdy o albu řekl, že je to jedna z nejméně technologických zkušeností, kterými kdy nahrával; rovněž řekl, že album vyjde v březnu toho roku. Nedlouho poté bylo oznámeno, že album vyjde u vydavatelství Third Man Records, které vlastní hudebník Jack White. Nejprve se začalo spekulovat, že půjde o album duetů Whitea a Younga; to bylo nakonec popřeno a oznámeno, že White na albu hraje pouze ve dvou písních.
Před vydáním alba Young odehrál turné, na kterém se doprovázel pouze na akustickou kytaru. Během tohoto turné představil několik coververzí například od Berta Jansche, Phila Ochse, Tima Hardina a Boba Dylana. Všechny tyto písně později ve studiových verzích vyšly na albu A Letter Home. Album A Letter Home bylo nahráno analogovým nahrávacím přístrojem z roku 1947 ve studiu Jacka Whitea v Nashville v americkém státě Tennessee.

## Vydání
Vydání alba nebylo oznámeno vůbec dopředu, ale 18. dubna 2014 společnost Third Man Records zahájila rovnou jeho prodej. Album vyšlo na 12" vinylové desce. O několik dní později bylo oznámeno vydání různých dalších verzí alba: dne 27. května 2014 album vyšlo ve speciálním boxu, který obsahuje CD verzi alba, kód pro jeho stažení z internetu, dvě LP desky a bonusové DVD zachycující Younga při práci na albu. Dále tato speciální verze obsahuje sedm 6" vinylových singlů, kde se nachází například Youngova verze Dylanovy písně „Blowin' in the Wind“.

## Skladby

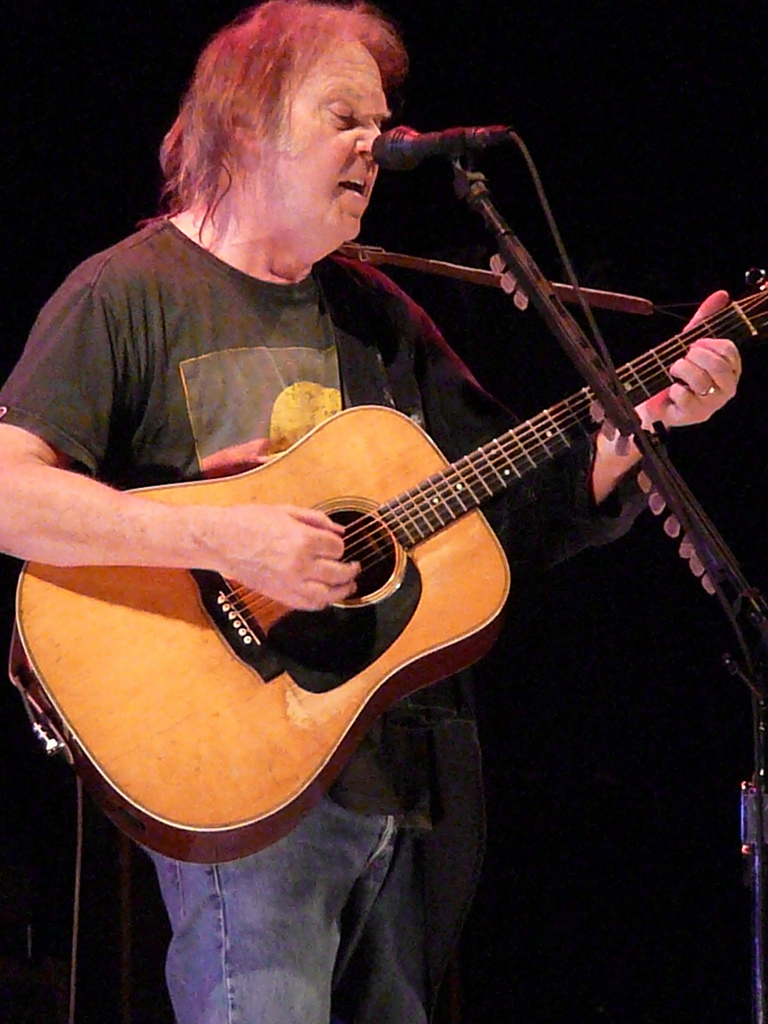
Neil Young v roce 2009

Album otevítá stopa nazvaná „A Letter Home Intro“ – dvou a čtvrt minutový úvod vyplněný pouze mluveným slovem, nikoliv však hudbou. Young zde přečetl dopis pro svou zesnulou matku, ve kterém píše, že by měla promluvit s otcem. První písní na albu od písničkáře Phila Ochse je bezmála čtyřminutová píseň pojednávající o stárnutí a ztrátách nazvaná „Changes“. Young zde svůj tichý hlas doprovází pouze akustickou kytarou. V předělávce Dylanovy písně „Girl from the North Country“ z roku 1963 Young hraje vedle akustické kytary také na foukací harmoniku. Na čtvrté pozici se nachází píseň „Needle of Death“, kterou poprvé v roce 1965 nahrál skotský písničkář Bert Jansch.
Následují písně „Early Morning Rain“ od Gordona Lightfoota z roku 1966, „Crazy“ od Willieho Nelsona z roku 1961, „Reason to Believe“ od Tima Hardina z roku 1965, Nelsonova „On the Road Again“ (1980), Lightfootova „If You Could Read My Mind“ (1970) a „Since I Met You Baby“ od Ivory Joe Huntera, která byla poprvé představena v roce 1956. Na jedenácté pozici se nachází hit od Bruce Springsteena z roku 1985 nazvaný „My Hometown“. V Nelsonově písně „On the Road Again“ Young zpívá a doprovází jej Jack White na klavír. Posledním záznamem na albu je „I Wonder If I Care as Much“ od dua The Everly Brothers, ve které se vedle Younga vokálně představil také White.

## Kritika
Kritik Simon Vozick-Levinson, který album ocenil třemi a půl hvězdičkami z možných pěti, album ve své recenzi pro časopis Rolling Stone označil za „jednu z nejpříjemnějších Youngových nahrávek tohoto století“. Publicista Stephen Thomas Erlewine svou recenzi pro internetové stránky Allmusic zakončil slovy: „Samozřejmě je na albu vynalézavost a humor, ale je tady také srdce; tato směs emocí je to, co dělá A Letter Home jedním z klíčových, roztomile podivných alb Neila Younga.“ Český hudební publicista Tomáš S. Polívka album v recenzi pro časopis Rock & Pop uvedl slovy: „Celý artefakt působí natolik roztomile, že si odpustíme poznámku o skvělé možnosti nahrát desku za půlden v normálním studiu“.

## Seznam skladeb
| Pořadí | Název                       | Autor                   | Délka |
| ------ | --------------------------- | ----------------------- | ----- |
| 1.     | A Letter Home Intro         | Neil Young              | 2:16  |
| 2.     | Changes                     | Phil Ochs               | 3:56  |
| 3.     | Girl from the North Country | Bob Dylan               | 3:32  |
| 4.     | Needle of Death             | Bert Jansch             | 4:57  |
| 5.     | Early Morning Rain          | Gordon Lightfoot        | 4:24  |
| 6.     | Crazy                       | Willie Nelson           | 2:16  |
| 7.     | Reason to Believe           | Tim Hardin              | 2:47  |
| 8.     | On the Road Again           | Nelson                  | 2:23  |
| 9.     | If You Could Read My Mind   | Lightfoot               | 4:04  |
| 10.    | Since I Met You Baby        | Ivory Joe Hunter        | 2:13  |
| 11.    | My Hometown                 | Bruce Springsteen       | 4:08  |
| 12.    | I Wonder If I Care as Much  | Phil Everly, Don Everly | 2:29  |

## Obsazení
Hudebníci
- Neil Young – zpěv, akustická kytara, harmonika, klavír
- Jack White – zpěv, klavír („On the Road Again“ a „I Wonder If I Care as Much“)

Technická podpora
- Gary Burden – umělecký vedoucí
- Bob Ludwig – mastering
- Will Mitchell – fotografie
- Joe McCaughey – fotografie
- Joshua V. Smith – nahrávání
- Mindy Watts – asistent při nahrávání